# Infinitesimal

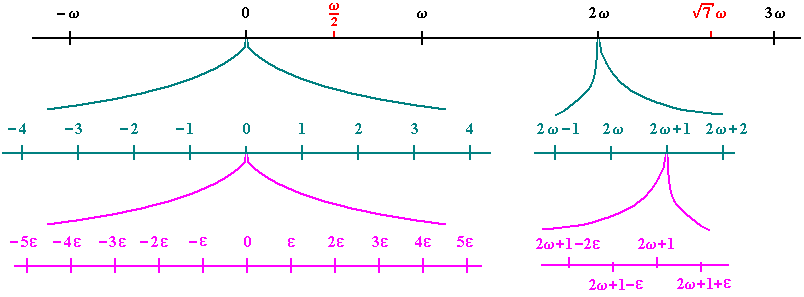
Infinitesimais (ε) e infinitos (ω) na linha de números hiper-reais (ε = 1/ω)

Infinitesimal (ou infinitésimo), na matemática, é definido como uma quantidade que está mais perto de zero do que qualquer número real, mas diferente de zero.
Infinitesimais não pertencem aos números reais, mas eles existem em outros sistemas de números como os números hiper-reais e os números surreais. Esses sistemas podem ser pensados como extensões da linha dos números reais, em que tanto infinitesimais quanto infinitos podem ser considerados quantidades significantes, já que, nos reais, quantidades com diferença de um infinitesimal devem ser consideradas iguais.
Os números infinitesimais foram usados na definição da derivada desenvolvida por Leibniz, em que uma derivada poderia ser pensada como uma razão de dois infinitesimais. A definição não foi formalizada por ele. Com isso, os infinitesimais foram substituídos pelos limites, que podiam ser calculados com números reais.

## História dos Infinitesimais
O matemático grego Arquimedes (c. 287 a.C. – c. 212 a.C.) foi a primeira pessoa a propôr uma definição rigorosa de infinitesimais. Sua propriedade arquimediana define um número como infinito se satisfazer as condições |x|>1, |x|>1+1, |x|>1+1+1+, ....
Newton e Leibniz usaram infinitesimais no desenvolvimento do cálculo. Newton por meio dos fluxões e Leibniz por meio do diferencial. O uso dos infinitesimais foram criticados pelo Bispo Berkeley na sua obra O Analista